# Henry Bumstead
Henry Bumstead (Ontario, Califòrnia, 19 de març de 1915 – Pasadena, Califòrnia, 24 de maig de 2006) va ser un director artístic i cap decorador estatunidenc. Va guanyar dos oscars per  El cop (The Sting)  i To Kill a Mockingbird , i va ser nominat a altres dos per Unforgiven i Vertigen (D'entre els morts). Va col·laborar amb Clint Eastwood com a cap decorador, des dels anys 1990.

## Biografia
Va estudiar a la Universitat del Sud de Califòrnia. Quan es va graduar, el 1948, va començar a treballar per la Paramount Pictures, acompanyant Hans Dreier. Després de la jubilació de Dreier el 1951, Bumstead es va posar a treballar amb Hal Pereira que la Paramount havia contractat per reemplaçar a Dreier. El punt d'inflexió en la seva carrera va ser el 1956 quan treballava per al remake de L'home que sabia massa d'Alfred Hitchcock. Més tard va treballar per a altres pel·lícules de Hitchcock: Vertigen (D'entre els morts), Topaz i Family Plot, la trama.
El 1961 va abandonar la Paramount i va anar a la Universal Studios, on va treballar en estreta col·laboració amb Alexander Golitzen. Durant aquest període es va posar en contacte amb George Roy Hill ( Slaughterhouse-Five) i Clint Eastwood (a  High Plains Drifte) realitzant, com a resultat, una sèrie de pel·lícules amb tots dos.
Va guanyar dos Oscars per la pel·lícula  To Kill a Mockingbird i  El cop, i va ser nominat per la pel·lícula Vertigen (D'entre els morts) , i Unforgiven.  Banderes dels nostres pares (2006) i Cartes des d'Iwo Jima van ser els dos últims projectes de Bumstead, que va morir a Pasadena (Califòrnia) als 91 anys a causa d'un càncer de pròstata.  Banderes dels nostres pares va ser dedicada a ell, citant-lo pel seu sobrenom "bummy".

## Filmografia

### Director artístic
| - 1948: Saigon - 1948: The Sainted Sisters - 1948: Big Sister Blues - 1949: My Own True Love - 1949: Streets of Laredo - 1949: Top o' the Morning - 1949: My Friend Irma - 1949: Song of Surrender - 1950: No Man of Her Own - 1950: My Friend Irma Goes West - 1950: The Furies - 1950: The Goldbergs - 1951: The Redhead and the Cowboy - 1951: Dear Brat - 1951: Submarine Command - 1952: Sailor Beware - 1952: Aaron Slick from Punkin Crick - 1952: Jumping Jacks - 1952: Come Back, Little Sheba - 1953: The Stars Are Singing - 1953: Little Boy Lost - 1953: Money from Home - 1954: Knock on Wood - 1954: The Bridges at Toko-Ri - 1955: Busca el teu refugi (Run for Cover) - 1955: Lucy Gallant - 1956: L'home que sabia massa (The Man Who Knew Too Much) - 1956: That Certain Feeling - 1956: The Leather Saint - 1956: The Vagabond King - 1956: Hollywood o res (Hollywood or Bust) - 1957: Sally (sèrie TV) - 1958: Vertigen (D'entre els morts) - 1958: As Young as We Are - 1958: I Married a Monster from Outer Space - 1959: The Trap - 1959: The Hangman | - 1959: The Rebel (sèrie TV) - 1960: The Bellboy - 1960: Cinderfella - 1961: The Great Impostor - 1961: Come September - 1962: The Spiral Road - 1962: To Kill a Mockingbird - 1963: A Gathering of Eagles - 1964: The Brass Bottle - 1964: Bullet for a Badman - 1964: Father Goose - 1965: The War Lord - 1965: Blindfold - 1966: Gunpoint - 1966: Beau Geste - 1967: Tobruk - 1967: Banning - 1968: The Secret War of Harry Frigg - 1968: A Man Called Gannon - 1968: Què hi ha de dolent a ser feliç? (What's So Bad About Feeling Good?) - 1969: La vall del fugitiu (Tell Them Willie Boy Is Here) - 1970: The Movie Murderer (TV) - 1970: McCloud (sèrie TV) - 1971: Raid on Rommel - 1971: One More Train to Rob d'Andrew V. McLaglen - 1971: The Birdmen (TV) - 1972: Adventures of Nick Carter (TV) - 1972: Joe Kidd - 1972: The Victim (TV) - 1973: High Plains Drifter - 1973: Cara a cara (Showdown) - 1973: El cop (The Sting) - 1974: The Front Page - 1975: The Great Waldo Pepper - 1977: Slap Shot - 1977: Don't Push, I'll Charge When I'm Ready (TV) - 1979: Amateur Night at the Dixie Bar and Grill (TV) |

### Cap decorador
| - 1951: Rhubarb - 1969: Topaz - 1972: Slaughterhouse-Five - 1976: Family Plot - 1977: Rollercoaster - 1978: House Calls - 1978: Same Time, Next Year - 1979: A Little Romance - 1979: The Concorde ... Airport '79 - 1980: Smokey and the Bandit II - 1982: The World According to Garp - 1984: Harry & Son - 1984: The Little Drummer Girl - 1985: Warning Sign - 1986: Psycho III - 1988: A Time of Destiny - 1988: Funny Farm | - 1989: Her Alibi - 1990: Ghost Dad - 1990: Almost an Angel - 1991: El cap de la por (Cape Fear) - 1992: Unforgiven - 1993: A Perfect World - 1995: The Stars Fell on Henrietta - 1997: Absolute Power - 1997: Midnight in the Garden of Good and Evil - 1997: Home Alone 3 - 1999: Execució imminent (True Crime) - 2000: Space Cowboys - 2002: Deute de sang (Blood Work) - 2003: Mystic River - 2004: Million Dollar Baby - 2006: Banderes dels nostres pares (Flags of Our Fathers) - 2006: Cartes des d'Iwo Jima (Letters from Iwo Jima) |

## Guardons

### Premis
- 1963. Oscar a la millor direcció artística per To Kill a Mockingbird
- 1974. Oscar a la millor direcció artística per El cop

### Nominacions
- 1959. Oscar a la millor direcció artística per Vertigo
- 1993. Oscar a la millor direcció artística per Unforgiven